# Sint-Laurensbasiliek (Milaan)
De Sint-Laurensbasiliek (Italiaans: Basilica di San Lorenzo Maggiore) is een basiliek in Milaan die gewijd is aan de christelijke martelaar Laurentius van Rome. De kerk werd gebouwd aan het einde van de 4e eeuw en is daarmee een van de oudste kerken van Italië. Milaan was toen de hoofdstad van het Romeinse Rijk.
De kerk is gebouwd onder de streng-christelijke keizer Theodosius I en is in verschillende fasen gebouwd. De bouw startte in circa 372 en liep door tot het begin van de overheersing door de Longobarden aan het eind van de 6e eeuw.
Het gebouw is een centraalbouw met een koepel in het midden en vier torens. In die vorm doet het gebouw denken aan de Hagia Sophia in Istanboel. Zoals gebruikelijk voor die periode had het gebouw een matroneum, een balkon waar de vrouwelijke bezoekers plaats namen. Dit is nu gedeeltelijk verdwenen, net als de rest van het oorspronkelijke interieur.
De grote koepel werd in de 16e eeuw in barokke stijl herbouwd nadat de originele koepel ingestort was.
Naast de hoofdkerk staat nog een kapel uit de 4e eeuw die gewijd is aan Sint Aquilinus en die belangrijke mozaïeken bevat. Voor de bouw van de kerk werden materialen hergebruikt uit het Romeinse amfitheater in Milaan. Dit werd mogelijk nadat keizer Theodosius I dit gelegaliseerd had in 392.
Voor de kerk staat een zuilenrij. De zuilen zijn oorspronkelijk afkomstig uit een 2e-eeuwse Romeinse tempel, maar werden aan het eind van de 4e eeuw hergebruikt voor deze kerk.